# Вербицький Олександр Євгенович
Олександр Євгенович Вербицький (нар. 14 липня 1937, рудник Інгулець, тепер Широківського району Дніпропетровської області) — український діяч, голова Херсонського міськвиконкому (1980—1983 рр.), голова Херсонської обласної державної адміністрації (1999—2001 рр.). Академік Української академії наук національного прогресу (1993).

## Життєпис
Народився у робітничій родині. У 1954—1958 роках — курсант Херсонського морехідного училища, здобув фах техніка-судномеханіка.
У лютому — травні 1959 року — копіювальник-кресляр Херсонського заводу карданних валів. У травні 1959 — серпні 1960 року — лаборант, технік-конструктор СКБ Херсонського комбайнового заводу імені Петровського.
У серпні 1960 — квітні 1962 року — секретар комітету комсомолу Херсонського морехідного училища. Член КПРС.
У квітні 1962 — червні 1967 року — інженер-конструктор, груповий механік, старший інженер групи наукової організації праці Херсонського морського порту.
У 1969 році закінчив Одеський інститут інженерів морського флоту за спеціальністю суднові машини та механізми, здобув фах інженера-механіка.
У вересні 1971 — листопаді 1972 року — завідувач промислово-транспортного відділу Суворовського районного комітету КПУ міста Херсона.
У листопаді 1972 — жовтні 1975 року — голова виконавчого комітету Суворовської районної ради депутатів трудящих міста Херсона.
У жовтні 1975 — жовтні 1978 року — 1-й секретар Суворовського районного комітету КПУ міста Херсона.
У жовтні 1978 — березні 1980 року — 2-й секретар Херсонського міського комітету КПУ Херсонської області.
У березні 1980 — березні 1983 року — голова виконавчого комітету Херсонської міської ради народних депутатів.
У березні 1983 — листопаді 1988 року — заступник голови виконавчого комітету Херсонської обласної ради народних депутатів.
У листопаді 1988 — липні 1991 року — 1-й заступник голови виконавчого комітету Херсонської обласної ради народних депутатів — начальник Головного планово-економічного управління. У липні 1991 — квітні 1992 року — 1-й заступник голови виконавчого комітету Херсонської обласної ради народних депутатів — начальник Головного управління економіки і ринкових відносин.
У квітні 1992 — червні 1995 року — 1-й заступник голови Херсонської обласної державної адміністрації — начальник головного управління економіки і ринку.
У серпні 1995 — червні 1997 року — генеральний директор підприємства «Дені» у місті Херсоні.
У червні — липні 1997 року — начальник відділу зовнішньоекономічних зв'язків і ліцензування управління економіки Херсонської обласної державної адміністрації.
У липні 1997 — квітні 1998 року — генеральний директор підприємства «Дені» у місті Херсоні. У травні 1998 — липні 1999 року — генеральний директор підприємства «ФПТТВ Лтд» у місті Херсоні.
17 липня 1999 — 1 грудня 2001 року — голова Херсонської обласної державної адміністрації.
У грудні 2001 — 2002 року — радник Президента України у Південному регіоні.
Співголова Херсонської обласної громадської організації «За процвітання Херсонщини».
Автор (співав.) підручника «Контракти» (1992), двох довідників з підприємницької діяльності.

## Нагороди та відзнаки
- орден Трудового Червоного Прапора (1976)
- орден «За заслуги» III ступеня (.08.2001)[6]
- медаль «За трудову доблесть. На відзначення 100-річчя з дня народження Леніна» (1970)
- медаль «За трудову відзнаку» (1971)
- медаль «Ветеран праці» (1984)
- медаль «Захиснику Вітчизни» (1999)
- почесна грамота Президії Верховної Ради Української РСР (1987)
- дипломант VII Міжнародного відкритого рейтингу популярності і якості «Золота фортуна» (2001)
- державний службовець 1-го рангу (09.1999)[7].